# Lundsvedja
Lundsvedja is een plaats in de gemeente Östhammar in het landschap Uppland en de provincie Uppsala län in Zweden. De plaats heeft 56 inwoners (2005) en een oppervlakte van 12 hectare.